# 楊原神社

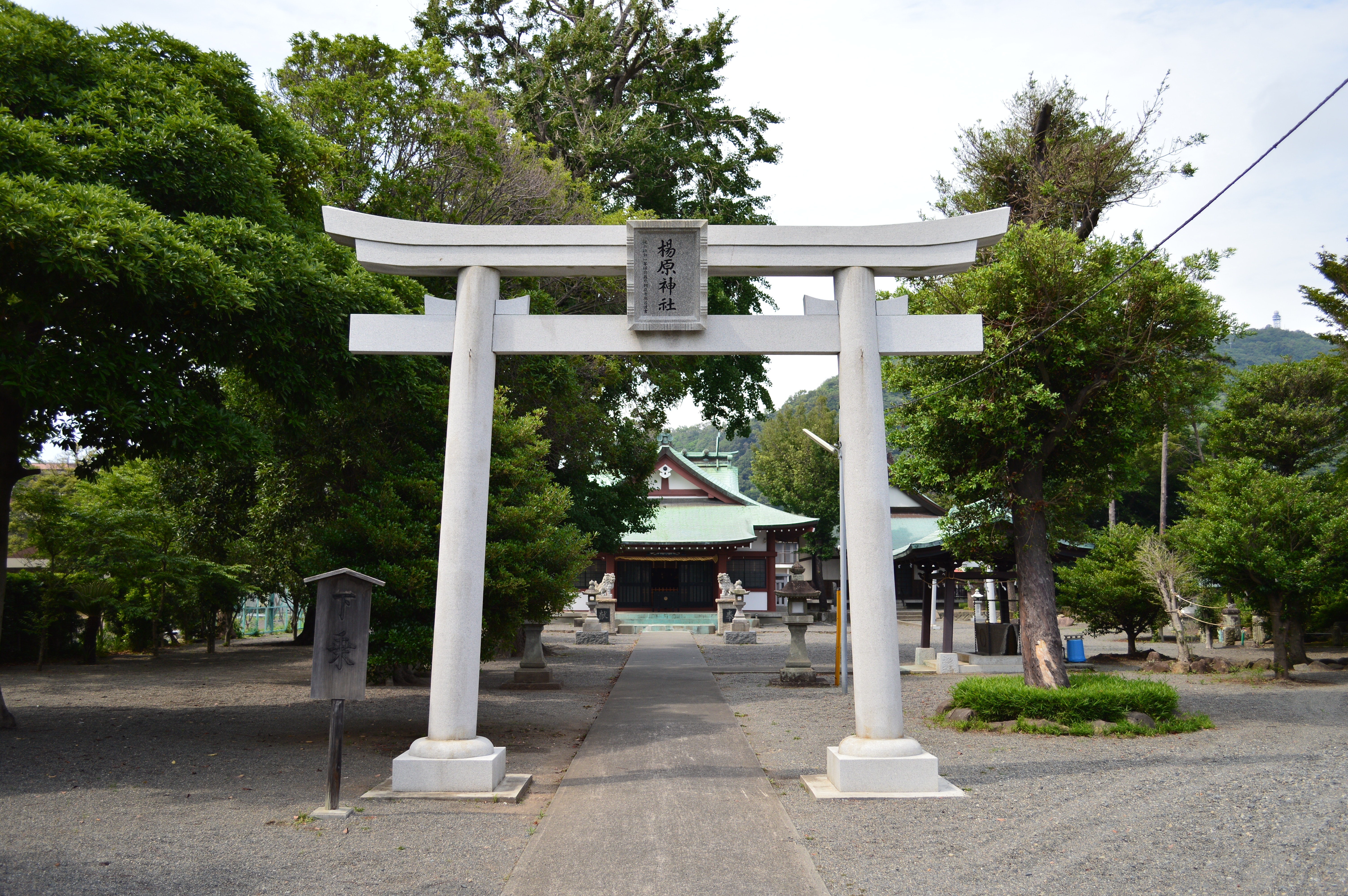
鳥居

楊原神社（やなぎはらじんじゃ）は、静岡県沼津市下香貫にある神社。式内社（名神大社）で、旧社格は郷社。

## 祭神
主祭神
- 大山祇命 （おおやまつみかみ）[1]

配祀神
- 石長姫命 （いわながひめのみこと）
- 木花開耶姫命 （このはなのさくやひめのみこと）

## 歴史

### 概史
創建時期は不詳。戦国時代の現在地への遷座以前は沼津市楊原の場所（現在地の東南東500m）に鎮座していたという。
国史の初見は、『日本三代実録』貞観元年1月17日条の従五位上の神階を授けられたという記述である。『延喜式』神名帳では伊豆国田方郡に「楊原神社 名神大」と記載され、田方郡唯一の名神大社に列している。また『伊豆国神階帳』では「従一位 やきわらの明神」の記載も見える。ただし現社地や旧社地（沼津市楊原）を含む狩野川左岸は、少なくとも近世以降は駿河国に属していたことから、この名神大社比定には疑問も呈されている。これに関して、「楊原」の地名が残ること・周辺からの多数の遺跡出土状況等により当地に名神大社が祀られた合理性が認められることから、『延喜式』以後に駿河・伊豆の国境移動があったとする説がある。
かつては上香貫村・下香貫村・善太夫神田・我入道を氏子区域とし、古くは「大宮大明神」「香貫大明神」「松彦大明神」とも呼ばれていたという。戦国時代に北条氏・武田氏の兵火に遭って社殿ほかを焼失し、天正18年（1590年）に楊原の地から現在地に再建・遷座されたという。当社は社領500石、別当8坊、社家30余りを有する大社であったと伝わる。
明治8年（1875年）2月、近代社格制度において郷社に列した。

### 神階
- 六国史での「楊原神」に対する神階奉授の記録。
  - 貞観元年（859年）正月27日、従五位下から従五位上 （『日本三代実録』）
  - 貞観12年（870年）5月29日、正五位下 （『日本三代実録』）
  - 仁和2年（886年）11月25日、正五位上 （『日本三代実録』）
- 従一位 （『伊豆国神階帳』） - 表記は「やきはらの明神」。

## 境内

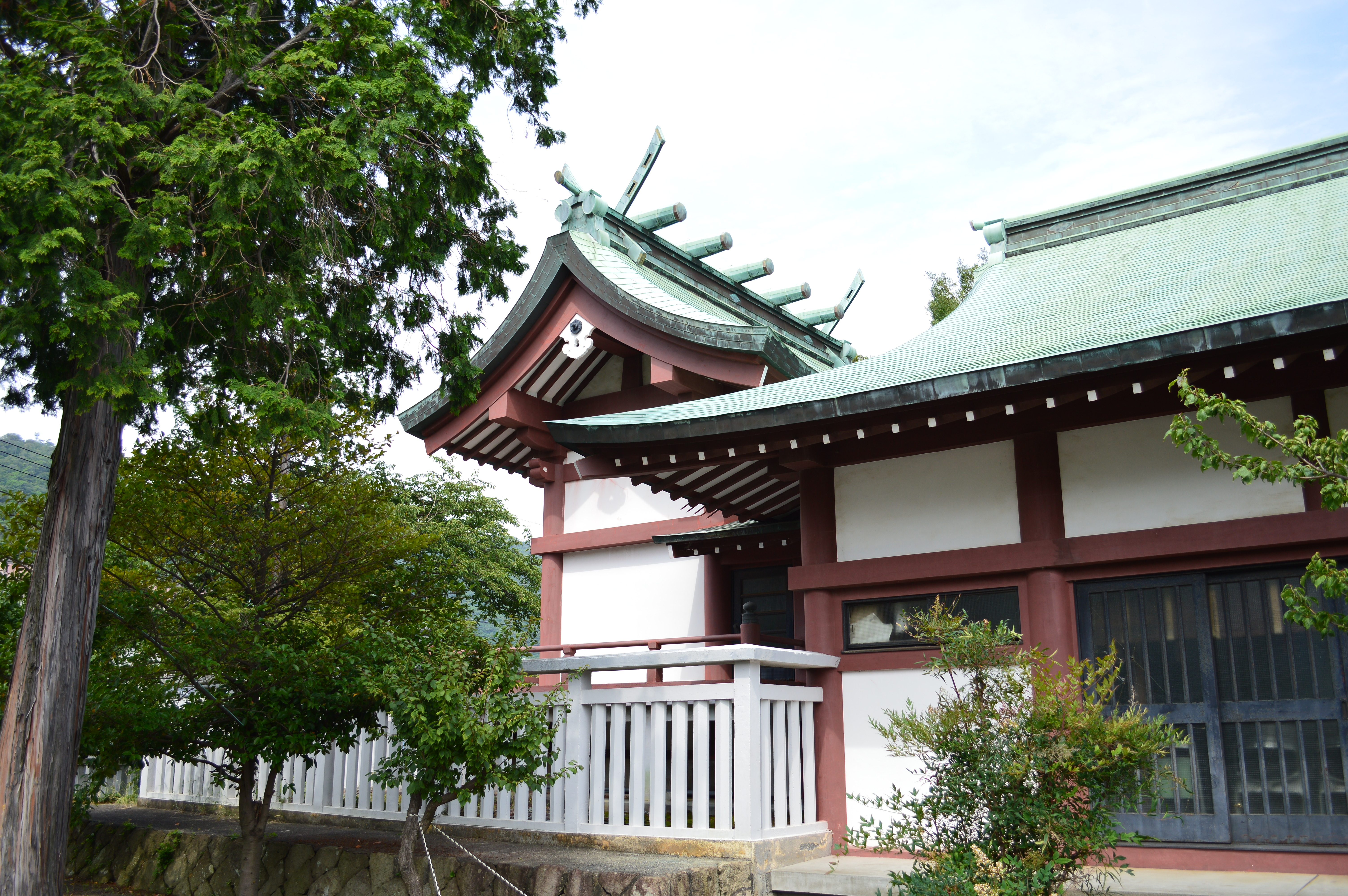
本殿
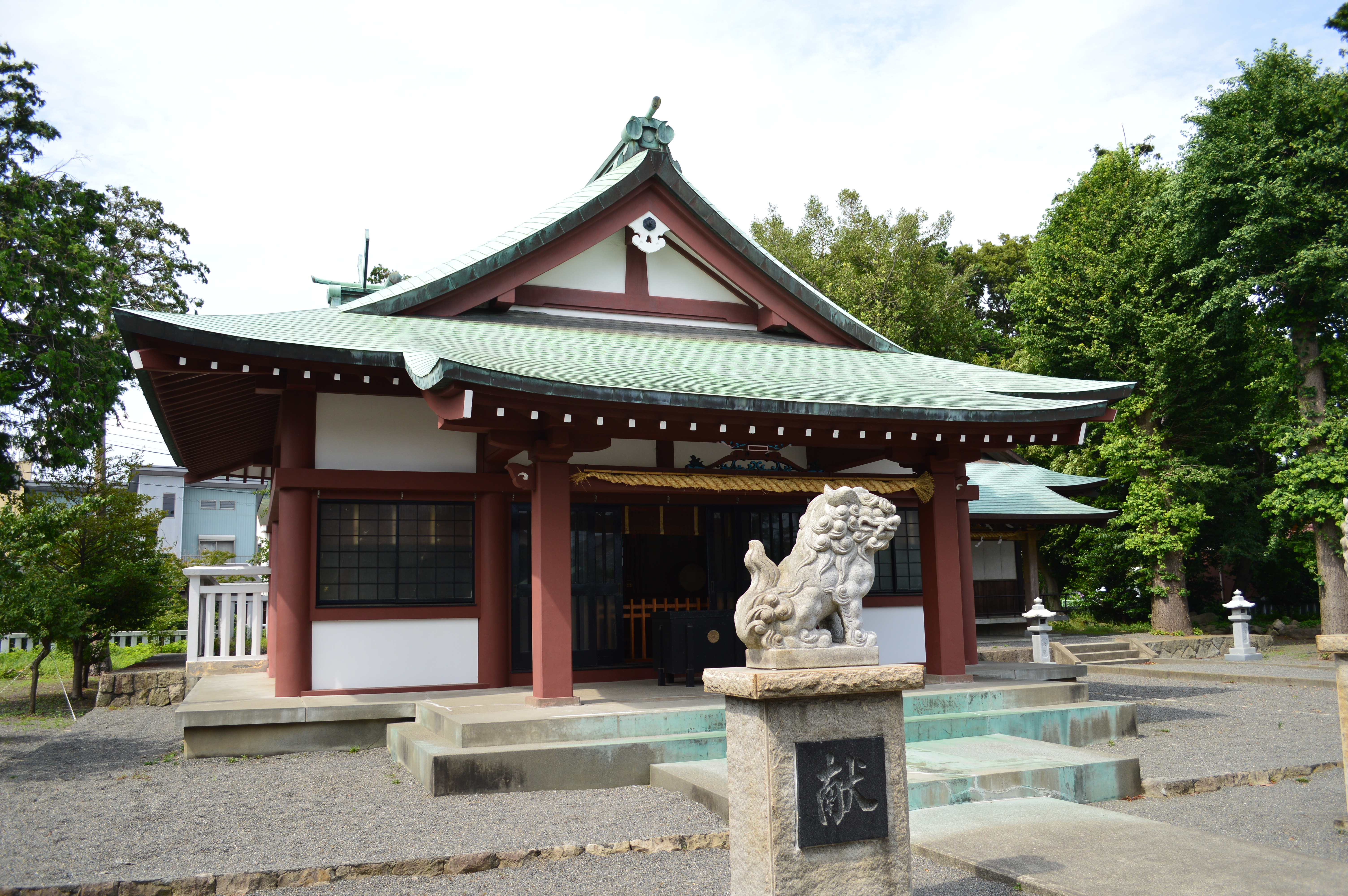
拝殿

## 摂末社

### 摂社
吉田神社
- 例祭：10月14日

本社向かって右手に鎮座する。安政5年（1858年）の疫病流行において、その退散を願い京都の吉田神社から勧請された。初めは下香貫の掃除ヶ峰に祀られていたが、明治28年に境内に移された。

### 末社
- 八幡神社 - 祭神：誉田別命
- 少彦名神社 - 祭神：少彦名命
- 津島神社 - 祭神：須佐之男命

### 関係社
大朝神社

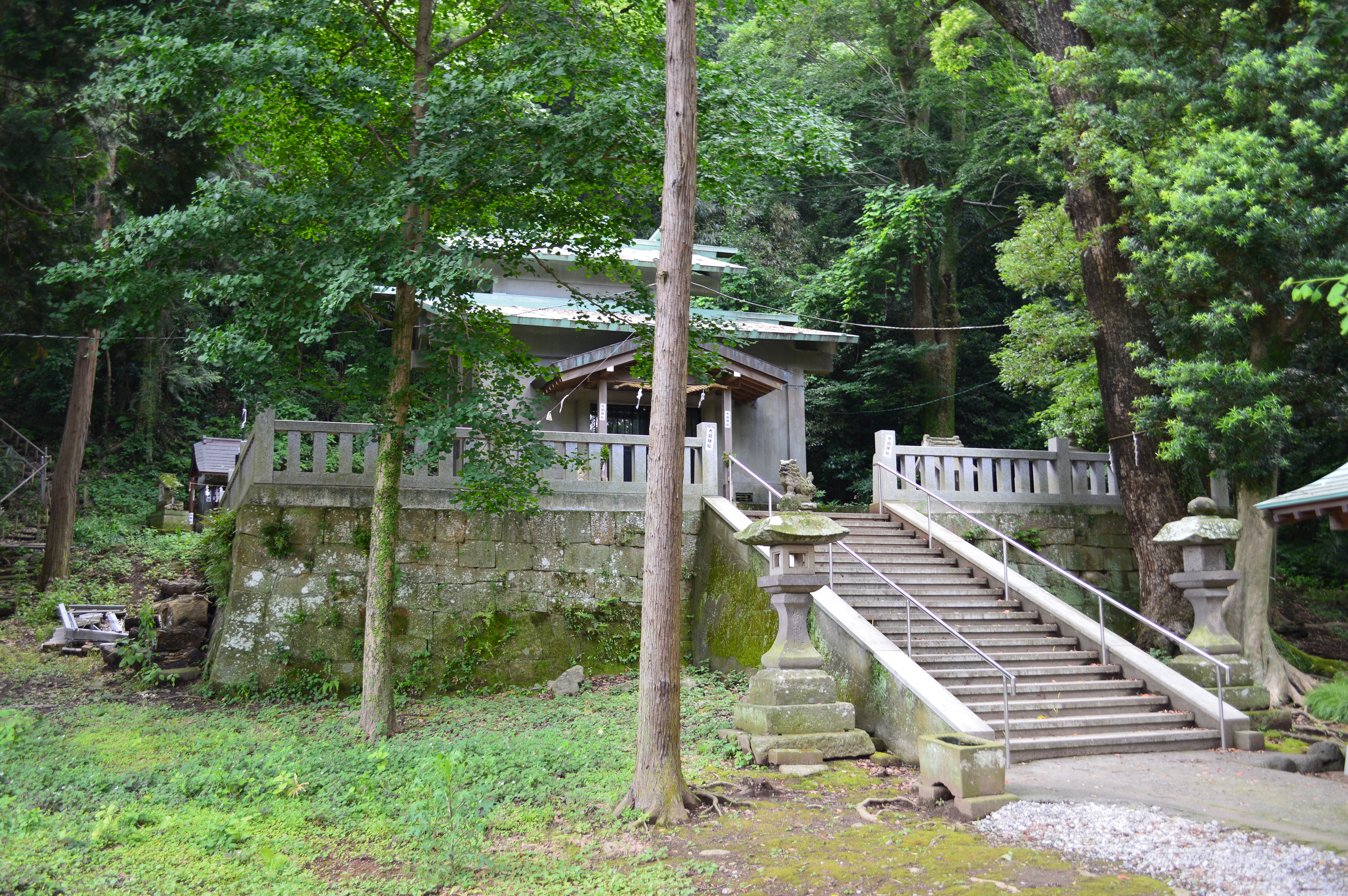
大朝神社（沼津市下香貫）楊原神社の山宮か。

- 鎮座地：沼津市下香貫山宮前3056-2（北緯35度04分25.83秒 東経138度51分52.74秒 / 北緯35.0738417度 東経138.8646500度）
- 祭神：大日孁命（おおひるめのみこと）
- 社格：式内社「大朝神社」論社、旧村社
- 例祭：1月16日

「おおあさじんじゃ」。楊原神社から南西に約1.5km、海に面した牛臥山の南麓に鎮座する。楊原神社とは祭祀の母体・内容とも共有しており、一体の存在と考えられている。古くは楊原神社との間には浅瀬が広がっていたと想定され、当社は海に浮かぶ小島に祀られた山宮であったと考えられている。なお式内社「大朝神社」の比定社は、当社ではなく大宮神社（伊豆市上白岩）が有力視される。
楊原神社

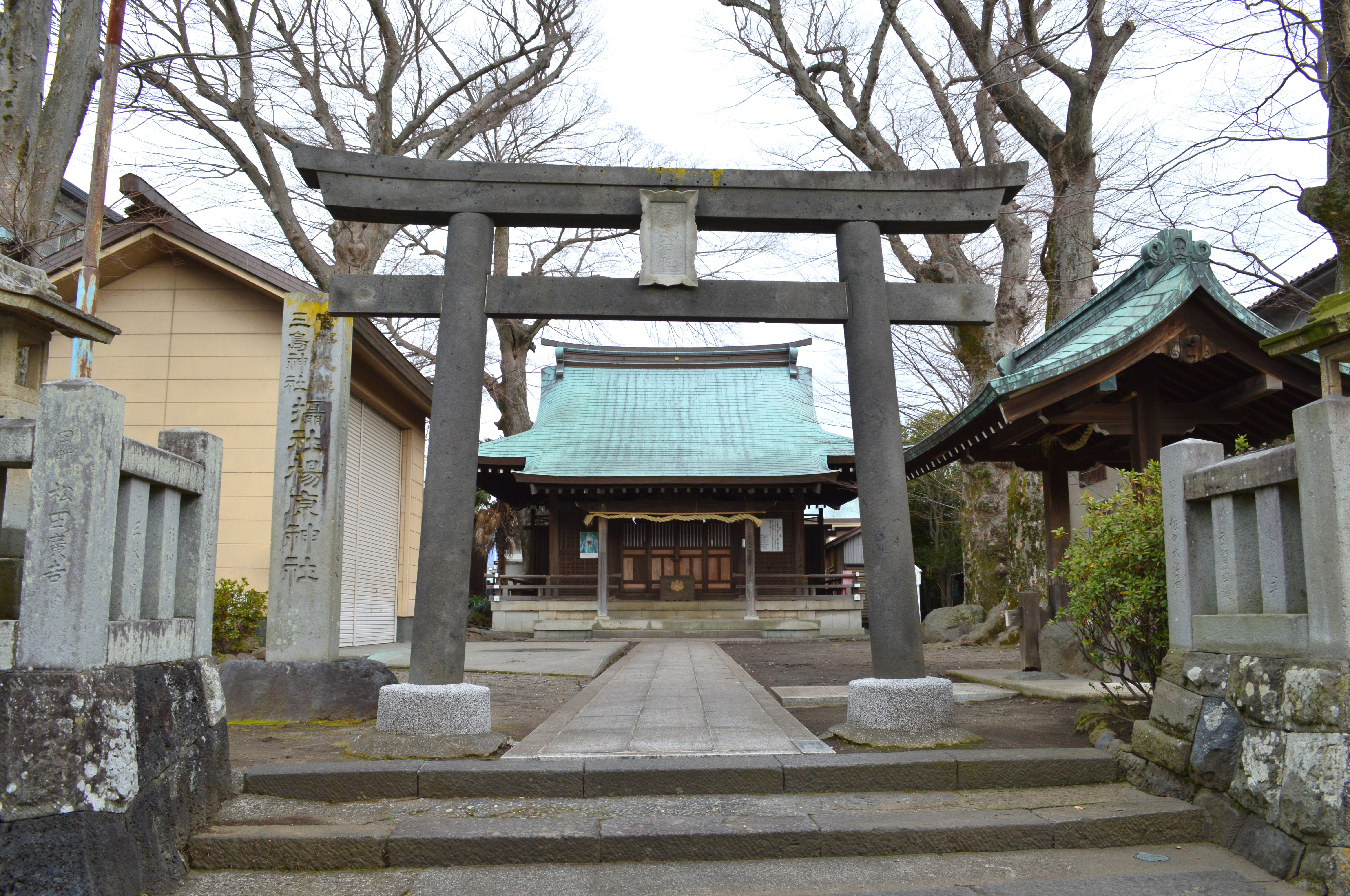
楊原神社（三島市北田町）一説に伊豆国三宮。沼津の楊原神社との関係には諸説ある。

- 鎮座地：三島市北田町4-7（北緯35度7分4.80秒 東経138度55分5.84秒 / 北緯35.1180000度 東経138.9182889度）
- 祭神：事代主命、大山祇命
- 社格：神階帳「従一位 やきわらの明神」か、伊豆国三宮か

「やなぎはらじんじゃ」。三嶋大社元摂社。三島にあった国府から沼津の楊原神社を遥拝するための拝所と推測する説があり、神階帳の記載は当社を指すともいわれる。別説に、沼津の元社の地が駿河国に編入されたことにより中島に遷祀、のち同所に徳川家光が御殿を営むにあたって現在の三島市北田町に遷座したという。例祭は7月5日。

## 祭事
- 歳旦祭 （1月1日）[9]
- 例大祭
例祭は楊原神社・大朝神社共同で行われる。両社の神輿が大朝神社近くの我入道浜に渡御し、神輿をかついだまま海の中に入る「御輿洗いの儀」が行われる。
  - 神輿洗いの儀 （1月15日）
  - 大朝神社例祭 （1月16日）
  - 楊原神社例祭 （1月17日）
- 建国祭 （2月11日）
- 春季大祭 （3月16日）
- 大祓 （6月30日）
- 吉田神社例祭 （10月14日）
- 新嘗新穀感謝祭 （11月20日）
- 大祓 （12月31日）

## 現地情報
所在地
- 静岡県沼津市下香貫宮脇335

交通アクセス
- 最寄駅：東海旅客鉄道（JR東海）東海道本線・御殿場線 沼津駅 （徒歩約30分）
  - バス・レンタサイクルあり